# Língua dan
Dan é uma língua tonal, do grupo mandê da família nigero-congolesa falada na Costa do Marfim, Libéria e Guiné.

## Falantes
Há cerca de 800 mil falantes na Costa do Marfim, 200 mil na Libéria e apenas 800 na Guiné. Também é conhecida pelos nomes yacouba ou yakuba, na Costa do Marfim,  gio ou gyo, na Libéria, gio-dan e da.
Na Costa do Marfim há falantes do dan em Man, Danané, Biankouma e mais 17 vilas em Touba;  os falantes do dan também falam joula e francês na Costa do Marfim. Há registro de formas faladas "assobiadas".
O índice de alfabetização como primeira língua é de apenas 1%, sendo maior, 25 a 50% para os que tem o  dan como segunda ou terceira língua;
A língua é falada entre populações rurais que cultivam arroz, mandioca, café, cacau. São de religião cristã, muçulmana ou animista.

## Dialetos
Na Costa do Marfim há os dialetos gweetaawu (dan oriental), blowo (dan ocidental), mais 38 subdialetos. Na Libéria os falantes de garplay entendem bem os diversos dialetos yacouba (danane, koulinle, kale, blosse, bloundo e os do blouno oriental) da Costa do Marfim.

## Fonologia
O alfabeto utilizado é o latino, havendo dez sons para as vogais;

### Vogais
|                 | Frontal | Central | Posterior |
| --------------- | ------- | ------- | --------- |
| Fechada         | i       | ɨ       | u         |
| Fechada - Média | e       | ɘ       | o         |
| Aberta Média    | ɛ       | ɜ       | ɔ         |
| Aberta          |         | a       |           |